# Zawara
Zawara è un dipartimento del Burkina Faso classificato come comune, situato nella Provincia  di Sanguié, facente parte della Regione del Centro-Ovest.
Il dipartimento si compone del capoluogo e di altri 14 villaggi: Baporo, Benega, Bourou, Carrefour, Gabou, Iridié, Ividié, Kodara, Laba, Lorou, Némélaye, Nongbamba, Poé e Tiodié.